# Bosna i Hercegovina na Svjetskom prvenstvu u atletici 2015.
Bosna i Hercegovina se, kao članica IAAF-a, natjecala na Svjetskom prvenstvu u atletici 2015. u Pekingu, od 22. do 30. kolovoza, s tri predstavnika. Amel Tuka je na utrci od 800 metara osvojio broncu, što je prva medalja za Bosnu i Hercegovinu na Svjetskim atletskim prvenstvima od osamostaljenja.

## Rezultati

### Muškarci

#### Trkačke discipline
| Atletičar | Disciplina | Vrijeme | Vrijeme | Poluzavršnica | Poluzavršnica | Završnica | Završnica |
| Atletičar | Disciplina | Vrijeme | Plasman | Vrijeme       | Plasman       | Vrijeme   | Plasman   |
| --------- | ---------- | ------- | ------- | ------------- | ------------- | --------- | --------- |
| Amel Tuka | 800 metara | 1:46.12 | 5.      | 1.44.84       | 1.            | 1:46.30   | 3.        |

### Bacačke discipline
| Atletičar   | Disciplina    | Kvalifikacije | Kvalifikacije | Završnica | Završnica |
| Atletičar   | Disciplina    | Daljina       | Plasman       | Daljina   | Plasman   |
| ----------- | ------------- | ------------- | ------------- | --------- | --------- |
| Hamza Alić  | Bacanje kugle | 18,62 m       | 28.           | DNA*      | DNA*      |
| Kemal Mešić | Bacanje kugle | DNS*          | DNS*          | DNA       | DNA       |

 * DNA - nije nastupio, ** DNS - nije se kvalificirao 

## Vanjske poveznice
- Svi rezultati na službenoj stranici IAAF.a
- Službena stranica IAAF-a
- Najbrži srednjoprugaš: Može li Tuka osvojiti prvu medalju za BiH na SP-u? - Faktor.ba